# 察里夫卡 (新艾達爾區)
48°53′8″N 39°2′59″E / 48.88556°N 39.04972°E
察里夫卡（烏克蘭語：Царівка）是位於烏克蘭東部的村莊，由盧甘斯克州夏斯季亚区的新艾達爾市鎮負責管轄。該村始建於1798年，面積1.41平方公里，海拔高度43米，2001年人口378，人口密度每平方公里268.1人。